# Yavuz Ekinci
Pour les articles homonymes, voir Ekinci.
 (avril 2017).
Yavuz Ekinci (né en 1979 à Mişrita, province de Batman en Turquie) est un écrivain et poète kurde. 
Yavuz Ekinci est né dans le village de Mişrita (Yedibölük) dans le département de Kozluk, dans la province de Batman. En 2001, Yavuz Ekinci a étudié la pédagogie à Dicle Üniversitesi (Université du Tigre). Il a reçu des prix tels que le prix Haldun Taner pour la nouvelle (2005), le prix Yunus Nadi de la nouvelle (2008), le prix Gila-Kohen de la nouvelle (2005) et le prix de la nouvelle de la Fondation pour les droits de l'homme (2005). Dans son récit, il donne d'art moderne en Europe entre le roman et de la tradition mystique de l'Orient[incompréhensible]. Yavuz Ekinci travaille encore en tant que professeur.

## Œuvres
- Meyaser'in Uçuşu (mai 2004)
- Sırtımdaki Ölüler (septembre 2007)
- İsmail Deyin Bana (septembre 2008)